# E. William Monter
E. William Monter (* 22. September 1936 in Cincinnati) ist ein US-amerikanischer Historiker der Frühen Neuzeit, der zuletzt Professor an der Northwestern University in Evanston war.
Monter studierte Geschichte zuerst am Wabash College in Crawfordsville und promovierte 1963 (Studies in Genevan government, 1536-1605) an der Princeton University. Von 1972 bis 2002 lehrte er an der Northwestern University. Er war Berater der päpstlichen historischen Kommission zur Inquisition in Rom zum päpstlichen Jubeljahr 2000, die über eine Vergebungsbitte wegen der Opfer beriet. Er hatte verschiedene Forschungsstipendien: Guggenheim Foundation, mehrere Fellowships des National Endowment of the Humanities, Mitglied im Institute for Advanced Study. An der Universität Chicago lehrte er als Gastprofessor.
Seine Untersuchung über Genf in der Zeit Johannes Calvins setzte Maßstäbe. Sie zeigte auch die Hexenverfolgung in der Stadt auf, die für die französisch-schweizerische Region umher weiter erforschte. Weitere Studien zur Frühen Neuzeit untersuchten die Inquisition in Aragonien unter Karl V. und das weibliche Königtum in einem Längsschnitt.

## Schriften
- Calvin’s Geneva, 1967, ISBN 978-0471614005
- European Witchcraft, 1969
- Witchcraft in Geneva, 1537–1662, 1971[3]
- Witchcraft in France and Switzerland: The Borderlands during the Reformation, 1976
- Ritual, Myth and Magic in Early Modern Europe, 1983
- Frontiers of Heresy: The Spanish Inquisition from the Basque Lands to Sicily (Cambridge Studies in Early Modern History), 1990 (zum Aragonese Century 1530–1630)
- Judging the French Reformation: Heresy Trials by Sixteenth-Century Parlements, 1999
- The Rise of Female Kings in Europe, 1300–1800, 2012, ISBN 9780300173277

## Einzelbelege
1. ↑  E. William Monter: Department of History - Northwestern University. Abgerufen am 31. Juli 2022 (englisch).
2. ↑  Jeremy M. Bergen: Ecclesial Repentance: The Churches Confront Their Sinful Pasts. A&C Black, 2011, ISBN 978-0-567-52368-6 (google.de [abgerufen am 1. August 2022]).
3. ↑  E. William Monter: Witchcraft in Geneva, 1537-1662. In: The Journal of Modern History. Band 43, Nr. 2, 1971, ISSN 0022-2801, S. 180–204.

| Personendaten    | Personendaten                               |
| ---------------- | ------------------------------------------- |
| NAME             | Monter, E. William                          |
| ALTERNATIVNAMEN  | Monter, Edward William (vollständiger Name) |
| KURZBESCHREIBUNG | US-amerikanischer Historiker                |
| GEBURTSDATUM     | 22. September 1936                          |
| GEBURTSORT       | Cincinnati                                  |